# Kościół Najświętszego Serca Pana Jezusa w Kiszkowie
Kościół Najświętszego Serca Pana Jezusa w Kiszkowie – rzymskokatolicki kościół filialny w Kiszkowie, w powiecie gnieźnieńskim. Jeden z dwóch rejestrowanych zabytków wsi, obok kościoła parafialnego. Mieści się przy ulicy Kościelnej.

## Historia i architektura
Świątynia wybudowana w latach 1880–1882 w stylu neogotyckim z ofiar parafian oraz z fundacji Gustawa Adolfa, która miała wspierać budowę świątyń ewangelickich. Do 1945 kościół służył mieszkającej we wsi i okolicach wspólnocie luteran, pochodzenia niemieckiego. Wnętrze świątyni przebudowane. W prezbiterium zachowały się trzy witraże z 1897 roku. Pozostałe pochodzą z 2006 roku. Z okresu budowy zachowały się drzwi drewniane i posadzka z cegły. Świątynia zachowała pierwotny kształt - półkoliście zamknięte okna i portal, pilastry i zabytkowy gzyms wieńczący, który jest charakterystyczny dla architektury sakralnej końca XIX wieku. W 1996 świątynia została wpisana do rejestru zabytków. W latach 1997–2009 została poddana remontowi. 20 września 2009 kościół został konsekrowany przez arcybiskupa Henryka Muszyńskiego.

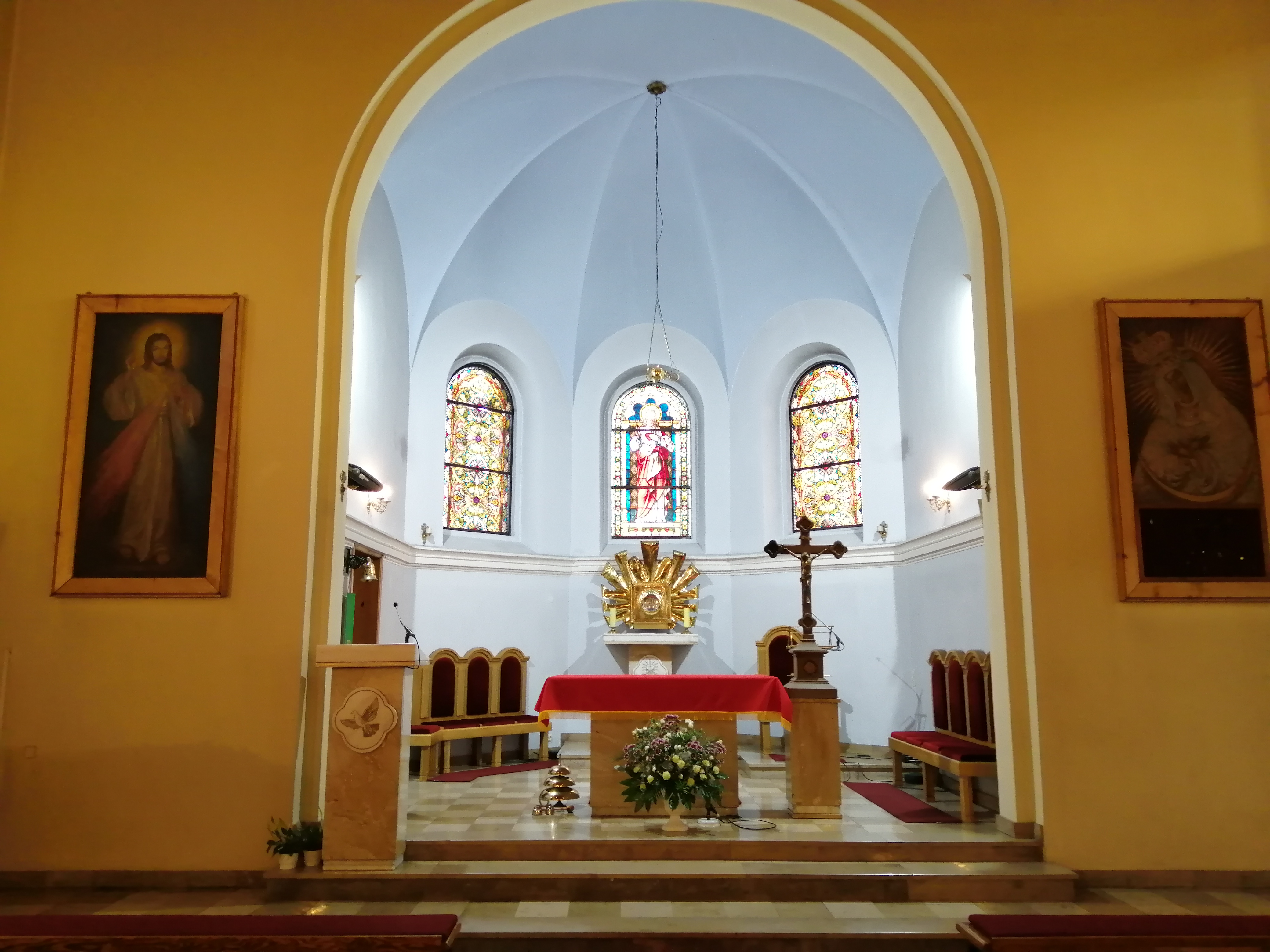
Widok na prezbiterium
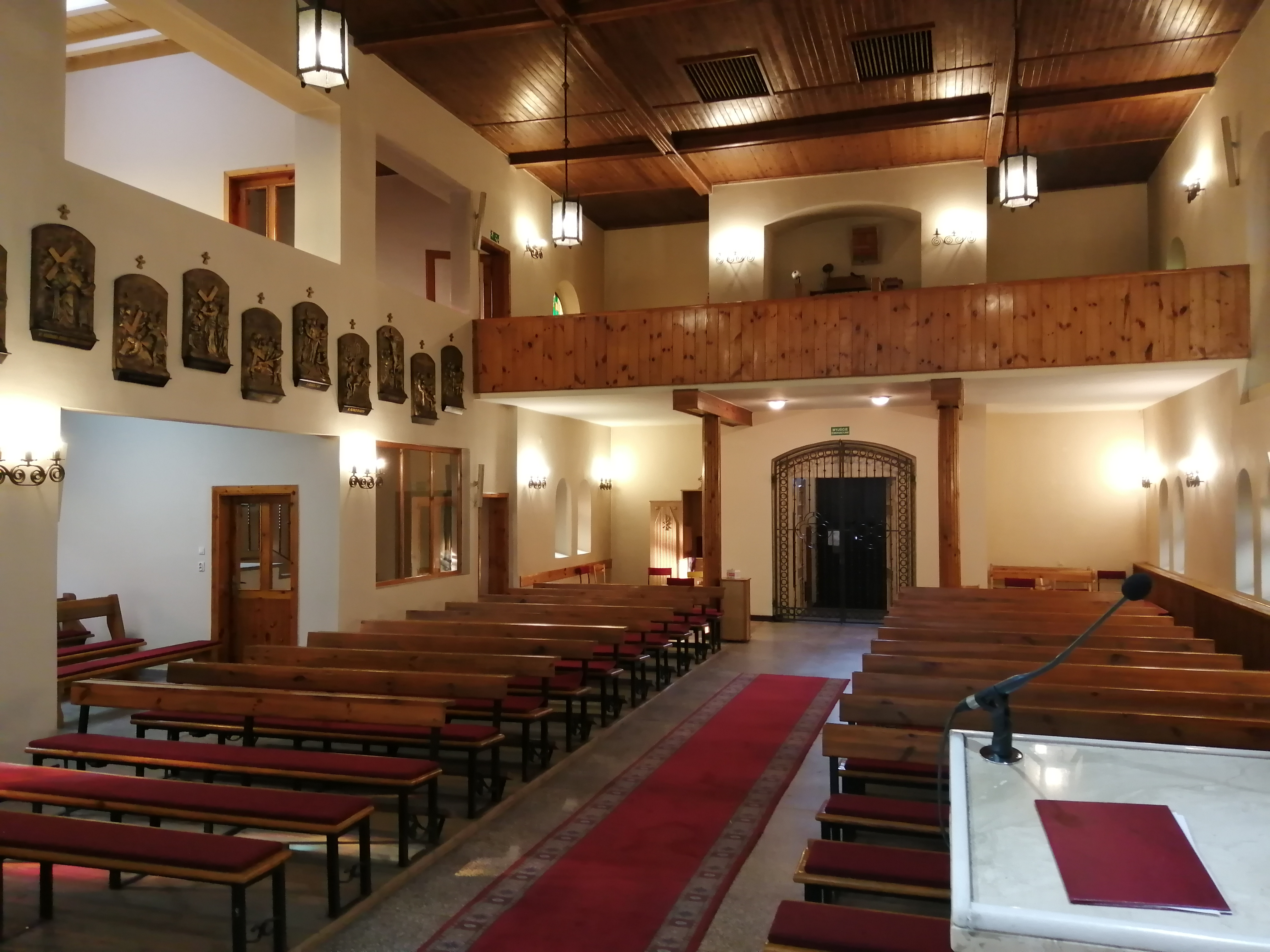
Widok na nawę główną
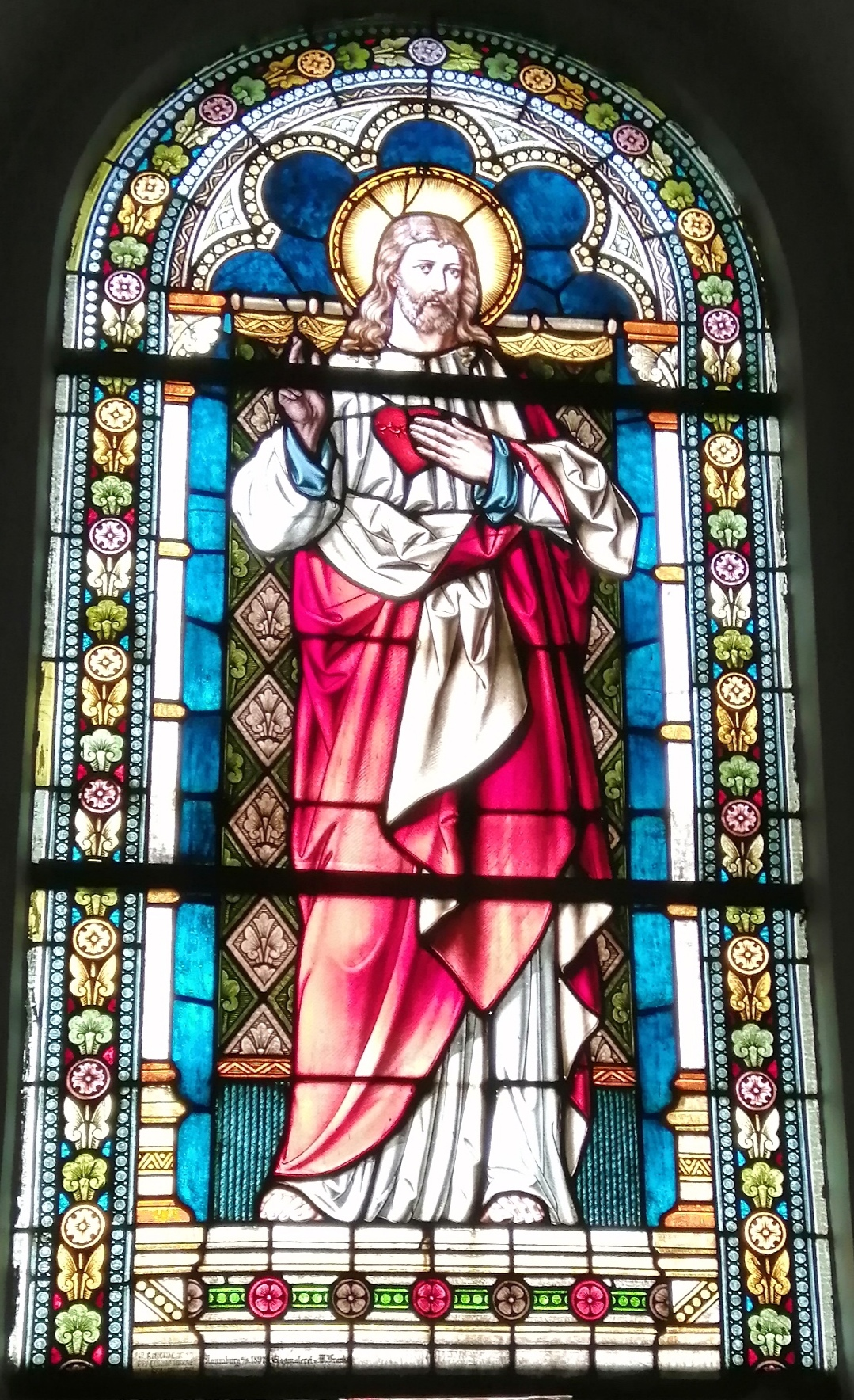
Środkowy witraż w prezbiterium